# Kunda (by)
Kunda är en by i nordöstra Estland. Den ligger i Viru-Nigula kommun och landskapet Lääne-Virumaa, 100 km öster om huvudstaden Tallinn. Kunda ligger 46 meter över havet och antalet invånare var 20 år 2011. Den ligger omedelbart sydost om staden Kunda.